# Aplysina bathyphila
Aplysina bathyphila är en svampdjursart som beskrevs av Maldonado och Young 1998. Aplysina bathyphila ingår i släktet Aplysina och familjen Aplysinidae. Inga underarter finns listade i Catalogue of Life.